# Thomas Robinson (Basketballspieler)
Thomas Earl Robinson (* 17. März 1991 in Washington, D.C.) ist ein US-amerikanischer Profi-Basketballspieler, der beim russischen Erstligisten BK Chimki unter Vertrag steht. Er wurde im NBA-Draft 2012 an fünfter Stelle ausgewählt, nachdem er drei Saisons für die University of Kansas gespielt hat.

## Highschool-Karriere
Robinson spielte während seiner Highschoolzeit für die Brewster Academy in Wolfeboro. In seinem letzten Jahr an der Highschool erzielte er durchschnittlich 16 Punkte, 13 Rebounds und 5 Blocks.

## College-Karriere
Robinson spielte die ersten beiden Jahre kommend von der Bank. Nachdem wichtige Leistungsträger 2011 in die NBA wechselten, rückte Robinson in die Startaufstellung auf. In seinem dritten Jahr erzielte Robinson 17,7 Punkte und holte 11,9 Rebounds pro Spiel. Unter anderem gelangen Robinson, am 31. Dezember 2011 im Spiel gegen die University of North Dakota, 30 Punkte und 21 Rebounds. Damit war er der erste Spieler seiner Universität seit dem legendären Wilt Chamberlain 1961, der über 30 Punkte und 20 Rebounds erzielte.
Zum Ende der Saison wurde Robinson zum Big 12 Conference Player of the Year ausgezeichnet. Ebenso wurde er ins 1st Team All Big 12 Conference Team und ins Consensus NCAA All-American First Team berufen.

## Profi-Karriere
Am 28. Juni 2012 wurde Thomas Robinson an 5. Stelle von den Sacramento Kings gedraftet. Für die Kings kam Robinson in seiner Rookie-Saison von der Bank, um sich an das schnellere Spiel in der NBA zu gewöhnen.
Am 20. Februar 2013 wurde Robinson jedoch von den Kings zu den Houston Rockets transferiert. Robinson kam für die Kings in 51 Spielen auf durchschnittlich 4,8 Punkte und 4,7 Rebounds pro Spiel.
Um Gehalt zu sparen transferierten die Rockets Robinson im Sommer 2013 zu den Portland Trail Blazers. Bei den Blazers konnte sich Robinson ebenfalls nicht durchsetzen und wurde am 20. Februar 2015 zu den Denver Nuggets transferiert, jedoch kurz darauf entlassen und unterschrieb einen Zehn-Tages-Vertrag bei den Brooklyn Nets. Er wurde jedoch kurz vor Ablauf der Frist von den Philadelphia 76ers von der Waiverliste verpflichtet. Im Sommer 2015 wechselte er zu den Brooklyn Nets. 
Nach einem Jahr bei den Nets wurde sein Vertrag nicht verlängert. Über das Trainingscamp gelang es Robinson daraufhin für die Saison 2016/17 einen Platz bei den Los Angeles Lakers zu ergattern.